# Eddy Casterman
Eddy Casterman (* 28. Juli 1996 in Lille, Département Nord) ist ein französischer Politiker.

## Leben
Casterman begann seine politische Laufbahn in der Partei Les Républicains. Später wurde er in der rechten Sammelbewegung „Racines d’avenir“ aktiv. 2020 wurde er in den Gemeinderat von Englos gewählt. und fungierte dort als stellvertretender Bürgermeister. Im selben Jahr löste er Erik Tegnér als Leiter von „Racines d’avenir“ ab.
Casterman war des Weiteren als parlamentarischer Mitarbeiter für Vincent Segouin (Les Républicains), der das Département Orne im französischen Senat vertrat, tätig. Im Dezember 2021 wurde er von Segouin entlassen, nachdem Casterman zuvor an einer Veranstaltung mit dem Namen „Les Républicains avec Zemmour“ teilgenommen hatte.
Bei den Parlamentswahlen 2022 kandidierte Casterman für Reconquête im Wahlkreis Nord XI und erhielt 3,36 % der abgegebenen Stimmen.
Zwei Jahre später kandidierte er, eingeordnet als Divers droite, bei den Parlamentswahlen im Wahlkreis Aisne III und wurde mit 57,6 % der abgegebenen Stimmen gewählt. Er besiegte damit den bisherigen Abgeordneten Jean-Louis Bricout, der als Divers gauche eingeordnet war.